# Конде-сюр-Эн
Конде-сюр-Эн (фр. Condé-sur-Aisne) — коммуна во Франции, находится в регионе Пикардия. Департамент коммуны — Эна. Входит в состав кантона Фер-ан-Тарденуа. Округ коммуны — Суасон.
Код INSEE коммуны — 02210.

## Население
Население коммуны на 2010 год составляло 417 человек.
| 1962 | 1968 | 1975 | 1982 | 1990 | 1999 | 2010 |
| ---- | ---- | ---- | ---- | ---- | ---- | ---- |
| 185  | 174  | 227  | 245  | 318  | 358  | 417  |

## Экономика
В 2010 году среди 284 человек трудоспособного возраста (15—64 лет) 201 были экономически активными, 83 — неактивными (показатель активности — 70,8 %, в 1999 году было 67,4 %). Из 201 активных жителей работали 180 человек (100 мужчин и 80 женщин), безработных было 21 (12 мужчин и 9 женщин). Среди 83 неактивных 34 человека были учениками или студентами, 23 — пенсионерами, 26 были неактивными по другим причинам.